# Хопегартен
Хопегартен (њем. Hoppegarten) општина је у њемачкој савезној држави Бранденбург. Једно је од 45 општинских средишта округа Меркиш-Одерланд. Према процјени из 2010. у општини је живјело 16.585 становника. Посједује регионалну шифру (AGS) 12064227.

## Географски и демографски подаци
Хопегартен се налази у савезној држави Бранденбург у округу Меркиш-Одерланд. Општина се налази на надморској висини од 50 метара. Површина општине износи 31,9 km². У самом мјесту је, према процјени из 2010. године, живјело 16.585 становника. Просјечна густина становништва износи 520 становника/km².